# Abbacadabra (Musical)
Abbacadabra ist der Name eines französischen Kindermusicals. Es basiert auf Liedern der schwedischen Pop-Gruppe ABBA und wurde ursprünglich für das französische Fernsehen 1983 von Alain und Daniel Boublil produziert. Später wurde es auch in eine englische Bühnenversion und zwei weitere Fernsehprogramme (niederländisch, portugiesisch) übertragen. Dabei blieb die Handlung nicht immer gleich, auch die Anzahl und die Auswahl der verwendeten Stücke variierte.
Ähnlich wie bei der Fernsehsendung Wunderland begegnen die Protagonisten (in diesem Fall Kinder) in der Anderwelt verschiedenen Märchenfiguren.